# افسانه ابرفراوانی
افسانه اَبَرفراوانی (به انگلیسی: Myth of superabundance)، این باور است که کرهٔ زمین منابع طبیعی بیش از کافی برای برآوردن نیازهای بشر را دارد و مهم نیست که انسان چقدر از این منابع بشری استفاده کند، سیاره به‌طور مداوم منابع را دوباره پُر خواهد کرد. اگرچه این ایده در گذشته در میان جنبش حفاظت قرن نوزدهم وجود داشت، اما تا پیش از کتاب «بحران آرام» استوارت اودال در سال ۱۹۶۴، نامی به آن داده نشده بود.